# Bryan Carabalí
Bryan Ignacio Carabalí Cañola (ur. 18 grudnia 1997 w Quinindé) – ekwadorski piłkarz występujący na pozycji prawego obrońcy, reprezentant Ekwadoru, od 2019 roku zawodnik Emelecu.